# Сессі Д'Альмейда
Сессі Д'Альмейда (фр. Sessi D'Almeida, нар. 20 листопада 1995, Бордо) — французький і бенінський футболіст, опорний півзахисник клубу «Валансьєнн» і національної збірної Беніну.

## Клубна кар'єра
Народився 20 листопада 1995 року в місті Бордо. Вихованець футбольної школи місцевого однойменного клубу. Дорослу футбольну кар'єру розпочав 2013 року у його основній команді, хоча протягом наступних двох сезонів грав здебільшого за другу команду.
Сезон 2015/16 провів граючи за другу команду столичного «Парі Сен-Жермен», після чого отримав запрошення до Англії. На Британських островах провів по сезону в друголіговому «Барнслі», «Блекпулі» (третій дивізіон) та «Йовіл Тауні» (четвертий дивізіон).
2019 року повернувся на батьківщину, уклавши контракт з друголіговим «Валансьєнном».

## Виступи за збірну
Маючи бенінське коріння, 2014 року був викликаний до національної збірної Беніну і наступного року дебютував у її складі.
У складі збірної був учасником Кубка африканських націй 2019 року в Єгипті, де взяв участь у чотирьох іграх своєї команди, яка вибула з боротьби на стадії чвертьфіналів.